# Ilisha novacula
Ilisha novacula är en fiskart som först beskrevs av Valenciennes, 1847.  Ilisha novacula ingår i släktet Ilisha och familjen Pristigasteridae. IUCN kategoriserar arten globalt som livskraftig. Inga underarter finns listade i Catalogue of Life.